# 永靖忠實第
23°55′40″N 120°33′05″E / 23.927773°N 120.5514534°E
永靖忠實第，是位於臺灣彰化縣永靖鄉瑚璉村的三合院，列縣定古蹟。

## 建築

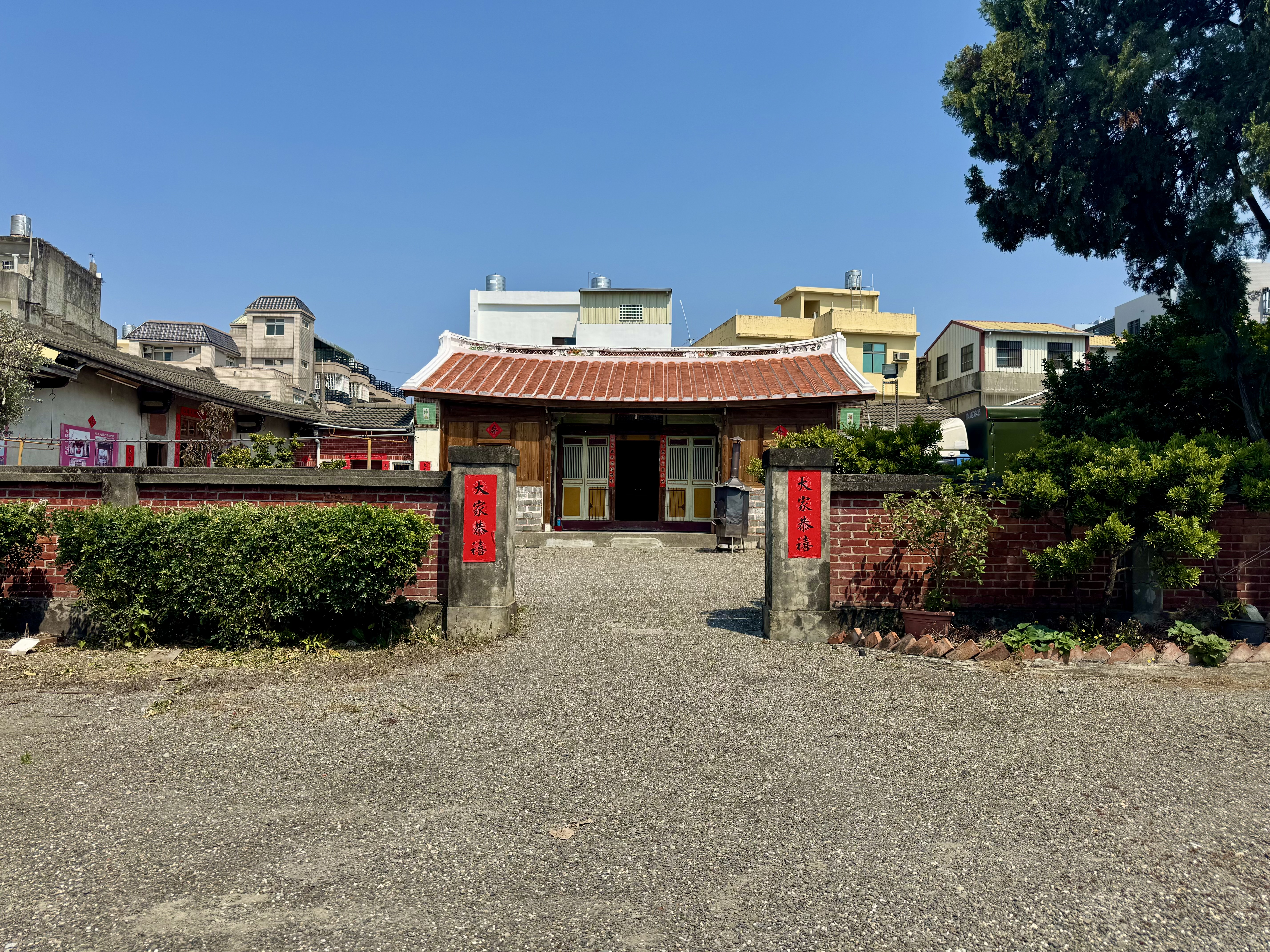
永靖忠實第遠照

永靖忠實第的來臺祖為廣東饒平水口社西華樓到台灣的邱華循，1825年擇居現址。至邱華循孫子邱萃英時，因戴潮春事件有功而封賜，便於同治五年（1866年）修建永靖忠實第，今貌呈現二進二院埕三合院，屋頂為懸山曲折形馬背。
永靖忠實第正身第一進格局為三間殿，中央明間凹壽，前緣左右各立有圓木附壁柱，前簷牆牆開三關六扇門，中央兩扇板門上水平横樑掛題字「忠實第」匾。1935年新竹-台中地震時，正廳損壞，於是族人聘五福村陳昧、陳騰發重修。今貌的公廳進深大於面寬，分為架前、架內、架後、後背，分別作為祭拜、擺設桌案、安置神龕的空間。公廳棟架為穿斗式，未具通引、雀替、斗座、束橢等構件，雕飾僅有作捲草的束尾。
永靖忠實第左右護龍皆為神明廳使用，左護龍「錫壽堂」祀奉關聖帝君、右護龍「多福堂」祀奉觀世音菩薩。

## 保存
2009年，因永靖忠實第積欠新台幣百萬的地價稅，子孫邱美都號召族人成立邱家祭祀公業，將此宅爭取縣定古蹟，才免於被法院查封。次年，國立彰化師範大學校慶，時為彰化縣靜修國小資料組組長的邱美都便因文資貢獻，獲選為傑出校友。2020年2月11日，舉行動工，縣長王惠美、管理人邱慶泰、邱垂範與等人出席。修復費用為中央政府新台幣3570萬元、縣府自籌420萬、邱家出資210萬元。2023年10月7日，邱姓族人舉行修復慶祝會。

## 外部連結
- 维基共享资源上的相關多媒體資源：永靖忠實第
- 官方网站（繁體中文）（页面存档备份，存于）